# Mónica Moro
Mónica Moro (Madrid, 1974) es una creativa publicista y CEO española, directora general Creativa de la agencia publicitaria McCann España; fue la primera persona creativa publicitaria española en formar parte del Comité Directivo Internacional the One Club For Creativity de Nueva York. 

## Biografía
Se formó y se graduó en Publicidad y Relaciones Públicas en la Facultad de Ciencias de la Información de la Universidad Complutense de Madrid. Ha desarrollado todo su trabajo profesional dentro de la agencia publicitaria McCann. Empezó en esta empresa como becaria y fue ascendiendo hasta el puesto de directora general Creativa. Se convirtió en una referente dentro de su sector.
Moro destacó en el campo de la creatividad en los años 2016 y 2019, según la Agency Scopen. Fue la primera vez que una mujer lideró este ranking en los últimos 40 años. En el año 2018 se convirtió en la primera persona creativa española elegida miembro del Comité Directivo Internacional The One Club For Creativity de Nueva York y también formó parte del Creative Leadership Collective (CLC). En los años 2018 y 2019, según la lista de los 100 Most Creatives People in Business de Forbes, figuró entre las 100 mentes más creativas de España.  
Sus trabajos más destacados han sido para marcas icónicas como Coca-Cola. Moro cuenta con cerca de mil premios, en los principales festivales publicitarios nacionales e internacionales y sus trabajos más importantes han sido incluidos en la colección permanente del Museo Nacional Centro de Arte Reina Sofía.
En 2021 abandonó la compañía McCann, tras 20 años. En octubre de ese año, fue nombrada presidenta del Club de Creativos, sustituyendo en el cargo a Judith Francisco.
En 2022 decidió crear su propia compañía, This is Libre, que conecta a profesionales de publicidad y de márketing.

## Premios y reconocimientos
- 2014 Mejor Talento Sub41.[29]
- 2016 según Agency Scopen,[15]  la persona profesional más creativa.[10]
- 2017 Premio de honor Publifestival. Festival Internacional de Publicidad Social.[30]
- 2019 según Agency Scopen,[15] la persona profesional más creativa.[10]